# Bundlinje
Bundlinje (efter engelsk bottom line), også undertiden omtalt som nettoindtjening eller nettofortjeneste (på engelsk: net income eller net profit), er et regnskabstal, der viser en virksomheds indkomst fratrukket omkostninger ved solgte varer, andre omkostninger, afskrivninger og amortiseringer, renter og skatter for en given regnskabsperiode. Regnskabstallet findes i bunden af en virksomheds resultatopgørelse (deraf navnet bundlinje) og betragtes derfor som virksomhedens endelig finansielle resultat. Det er således et mål for virksomhedens lønsomhed. Mens bundlinjen står i bunden i virksomhedens resultatopgørelse – og altså viser selskabets lønsomhed efter diverse udgifter og omkostninger er fratrukket – så står toplinje i toppen af resultatopgørelse og viser selskabets samlede indtægter og salg, inden diverse udgifter og omkostninger er blevet fratrukket. Inden for regnskabsvæsen omtales selskabets toplinje undertiden også blot som selskabets omsætning (på engelsk: revenue).
Bundlinjen er et af de mest hyppigt anvendte regnskabstal, når man skal vurdere et selskabs lønsomhed. Tallet indgår således også i den hyppigt anvendte P/E-ratio (som nævneren), der anvendes af virksomheds- og aktieanalytikere til blandt andet at vurdere og sammenligne et selskabs markedsværdi.
Bundlinje kan også handle om mere end tal i en finansiel forstand. Begrebet bundlinje bruges også indenfor offentlig innovation. Her arbejdes der med flere bundlinjer. Også den sociale og den miljømæssige bundlinje kan fx tages i betragtning, for at få overblik over den samlede påvirkning af omverdenen.

## Eksterne links
- Financopedias ordliste Arkiveret 9. maj 2015 hos  Wayback Machine